# 補助動詞
補助動詞（ほじょどうし）とは、日本語などにおいて、別の動詞に後続することにより文法的機能を果たす動詞で、それ自体の本来の意味は保っていない（前の動詞との組合せで意味を持つ）ものである。類似の補助形容詞などもあるので、合わせて補助用言ともいう。

## 形式上の補助動詞
別の動詞（または国文法上の「助動詞 (国文法)」などが後続したもの）の連用形に、接続助詞「て」を介す形式で後続する動詞を、補助動詞と称する。これは言語学上の「助動詞 (言語学)」に当たる（国文法上の「助動詞」とは異なる）。
例えば「このあとに友達と待ち合わせて行くから…」という場合には「行く」は「どこかへ移動する」という意味で使われる。しかし「これから見ていくように…」という場合には「いく」は空間的に移動する意味はなく、時間的変化または近未来の行為を示しているため補助動詞になる。
補助動詞はひらがなで表記することが多いため、漢字とひらがなの表記の違いによって異なる意味を区別することもできる。
- 「箱を開けて見る」（箱の中を見る）、「箱を開けてみる」（箱を試しに開ける）
- 「子供を連れて行く」（子供と共に移動する）、「子供を連れていく」（子供を同伴する）

### 例
「知っている」「掛けてある」「見ていく」「変わってくる」「笑ってしまう」「代わってくれる」「行ってもらう」などの太字の部分が補助動詞に該当する。
以下のような意味で補助動詞を分類することができる。
- 状態や動作の態様を表し、時間的意義などを含む（言語学的には相に当たる）「いる」「ある」「いく」「くる」「しまう」「おく」
- 受益表現の「くれる」「もらう」「やる」「あげる」
- その他：「みる」「みせる」

「ている」「ていく」「てしまう」「でしまう」「ておく」などは、話し言葉では「てる」(い抜き言葉)「てく」「ちまう、ちゃう」「じまう、じゃう」「とく」と短縮されて助動詞的に用いられる（文法化）。
なお、希望を表す「ほしい」などの補助形容詞も、補助動詞と同様の性格を持つ。

## 機能上の補助動詞
動詞の連用形や、形容詞・形容動詞の語幹などに（接続助詞「て」を介さず）直接後続する場合も、機能上は補助動詞に近い。
一般に「笑いあう」「動きだす」「明るすぎる」などは、全体で広義の「複合動詞（統語的複合動詞）」として扱われ、後続する部分は後項動詞と呼ばれる。しかし「押し付ける」「引き離す」「たたき起こす」などの狭義の「複合動詞（語彙的複合動詞）」と比較すると、前項動詞と後項動詞の組合せはあまり限定されず、後項動詞が本来の意味を必ずしも保っていない。また「掃除させ始める」のように助動詞を介する場合も多く、複合動詞の中にある助動詞だけを独立の品詞とするのは整合性が取れない。このように補助動詞との共通点が多いため、後項動詞が機能上の補助動詞として機能することになる。こちらもひらがなで表記することが多い。
なお「動きだす」のように本来の用法と異なる (「だす（出す）」は他動詞、「動きだす」は自動詞になる) 場合も多い。また「保障しかねる」のように本来とかけ離れた意味を表すものもあり、これなどは助動詞に近い。

### 例
以下のような意味で機能上の補助動詞を分類することができる。
- 相を表す「はじめる」「だす」「つづける」「おわる」「すぎる」
- 相互の行為を表す (態)「あう」
- 位置変化・存在を表す「だす」「こ（込）む」
- 敬語 の「なさる」
- 可能性・容易性を表す「う (得) る」「かねる」

なお、複合形容詞・形容動詞を形成する「やすい」「にくい」「がちだ」(接尾辞) なども、機能上の補助動詞と同様の性格を持つ。

## 歴史
古語の助動詞「たり」は「てあり」の約、「り」は動詞の連用形に「あり」がついて語尾の「り」が助動詞と解釈されたもので、いずれも補助動詞「あり」に由来する。その他助動詞の「候ふ」や現代語「ます」（「まいらする」）なども補助動詞に由来する。「て」を介する補助動詞は現代語で特に多くなっており、例えば現代語の「夜が更けてゆく」を「更けゆく」と変えれば擬古文的表現になる。

## 他の言語
朝鮮語にも日本語に似た補助用言が多数あり、動詞の連用形に、あるいは語幹に語尾を介して結合する。朝鮮語の文法#連結語尾を参照。
その他の言語にも複合動詞（英語版Compound verb及びSerial verb construction）を持つものは多く、複合動詞を構成する一方の動詞の意味が希薄化して用法が一般化され、補助動詞となった例（英語版Light verb）も多い。英語の助動詞（May、Can、Will、Shall、Haveなど）も、歴史の古さは様々であるが、すべて意味のある動詞に由来する。多くの言語で一般的に、独立の動詞 → 補助動詞 → 助動詞 → 接語・接辞 という歴史的変化が見られる。